# Weasel Stomping Day
Weasel Stomping Day és el títol d'una cançó de "Weird Al" Yankovic, que apareix al seu àlbum del 2006, Straight Outta Lynwood. És també una de les sis cançons a l'àlbum que tenen video musical animat, creat per Cartoon Network show, Robot Chicken.